# Mal (film)
Mal è un film del 1999 diretto da Alberto Seixas Santos.